# Grisbi – blod på guldet
Grisbi – blod på guldet (originaltitel: Touchez pas au grisbi) är en fransk-italiensk kriminalfilm från 1954 i regi av Jacques Becker. Rollerna spelas av Jean Gabin, Jeanne Moreau, Lino Ventura, Dora Doll, Delia Scala, René Dary och Marilyn Buferd (Miss America 1946).

## Medverkande i urval
- Jean Gabin – Max, "Max le menteur" (svenska: "lögnaren Max")
- René Dary – Henri Ducrot, "Riton"
- Dora Doll – Lola
- Vittorio Sanipoli – Ramon
- Marilyn Buferd – Betty
- Michel Jourdan – Marco
- Paul Œttly – Oscar
- Delia Scala – Huguette
- Lucilla Solivani – Nana
- Lino Ventura – Angelo
- Paul Frankeur – Pierrot
- Jeanne Moreau – Josy